# Johannes Pieter Klautz
Johannes Pieter (Ted) Klautz (Deventer, 11 mei 1904 – Den Haag, 23 januari 1990) was uitgever, schrijver, bestuursvoorzitter van Elsevier en oprichter van Elsevier Weekblad en Bres.

## Levensloop
Na de hbs in Amsterdam, studeerde Klautz even sociale geografie aan de Universiteit van Amsterdam. Als drop out ging hij als verslaggever aan de slag bij De Telegraaf om al in 1927 directiesecretaris te worden in dienst bij uitgeverij Elsevier, waar hij snel carrière maakte als rechterhand van Herman Robbers, die hij in 1931 (nog steeds twintiger) opvolgde als directeur, na reeds in 1929 te zijn benoemd tot mededirecteur. Een bliksemcarrière kortom. In 1944 volgde zijn benoeming tot president-directeur, een functie die hij zou bekleden tot 1952.
Samen met voormalig Telegraaf-journalist Henk Lunshof richtte hij gedurende de Duitse bezetting Elseviers Weekblad op, waarvan het eerste nummer verscheen op 27 oktober 1945. Met de grote winsten die het tijdschrift realiseerde, wist Klautz de kleine wetenschappelijke tak van uitgeverij Elsevier sterk uit te bouwen en legde zo de basis voor werelds grootste wetenschappelijke uitgeverij. Hij opende kantoren in Brussel, Londen, New York en Houston.

## Persoonlijk
Klautz was enig kind van Jan Willem Klautz (1871-1935), procuratiehouder, en Hendrina Maria Elizabeth Strous (1880-1921). Hij trouwde 
op 14 november 1933 met de juriste Henriëtte Josephine ('Hetty') Deenik (1907-2000). Beiden liggen begraven op begraafplaats Westerveld in Driehuis. Ze zijn de ouders van Herman Theodoor (Ted) Klautz (1934), vernoemd naar Herman Robbers, de musicologe schrijfster en journaliste Henriëtte Maria Klautz (1936) en Menno Klautz (1938-2001). Een kleinkind is de schrijfster Eva Posthuma de Boer.

## Archief
Archiefstukken over Klautz zijn te vinden in het:
- Internationaal Instituut voor Sociale Geschiedenis in Amsterdam / Nederlands Persmuseum (Amsterdam), Kleine archieven.
- Archief Uitgeversmaatschappij Elsevier in het Stadsarchief Amsterdam.